# The Forgiven (novela)
The Forgiven es una novela de Lawrence Osborne, su thriller psicológico más vendido de 2012, publicada en los Estados Unidos y el Reino Unido por Hogarth Press.

## Recepción
Basada libremente en una historia real ambientada en los desiertos de Marruecos, el libro recibió elogios generalizados en ambos lados del Atlántico. The Economist lo eligió como uno de sus Mejores Libros de 2012; y Robert Collins, en The Sunday Times de Londres, elogiaron su calidad "inquietante y convincente". En The New York Times, el crítico Dwight Garner escribió: "Este es un libro delgado que se mueve como una pantera. Aún mejor, el Sr. Osborne tiene un ojo agudo y a veces cruel para los humanos y sus modales y moral, y para el mundo natural. Usted puede abrir casi cualquier página y encontrar observaciones brutalmente finas".

## Adaptaciones
En 2018, se anunció en Cannes que John Michael McDonagh dirigiría una adaptación cinematográfica, del mismo nombre, protagonizada por Ralph Fiennes, Jessica Chastain y Matt Smith. Se estrenó en una proyección de gala en el Festival Internacional de Cine de Toronto en septiembre de 2021.